# Prescott (Arizona)

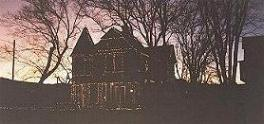
Prescott 's nachts

Prescott is een plaats (city) in de Amerikaanse staat Arizona, en valt bestuurlijk gezien onder Yavapai County.

## Demografie
Bij de volkstelling in 2000 werd het aantal inwoners vastgesteld op 33.938.
In 2006 is het aantal inwoners door het United States Census Bureau geschat op 41.528, een stijging van 7590 (22.4%).

## Geografie
Volgens het United States Census Bureau beslaat de plaats een oppervlakte van
96,6 km², waarvan 96,0 km² land en 0,6 km² water. Prescott ligt op ongeveer 1551 m boven zeeniveau.

## Plaatsen in de nabije omgeving
De onderstaande figuur toont nabijgelegen plaatsen in een straal van 32 km rond Prescott.